# William Plumer
William Plumer (25 de junho de 1759 - 22 de dezembro de 1850) foi um advogado americano, pregador leigo batista e político de Epping, Nova Hampshire. Ele é mais conhecido por seu serviço como Federalista no Senado dos Estados Unidos (1802–1807) e como o sétimo governador de Nova Hampshire como um Democrata-Republicano (1812–1813, 1816–1819).